# Прєтрж (округ Сениця)
Прєтрж (словац. Prietrž) — село, громада округу Сениця, Трнавський край. Кадастрова площа громади — 24.67 км².
Населення 737 осіб (станом на 31 грудня 2020 року).

## Географія
Протікає Деберницький потік

## Історія
Прєтрж згадуються 1262 року.

## Населення
| Рік:            | 1994. | 2004.    | 2014.   | 2024.   |
| --------------- | ----- | -------- | ------- | ------- |
| Кількість осіб: | 792   | 708      | 736     | 727     |
| Різниця:        |       | -10,60 % | +3,95 % | -1,22 % |

| Рік:            | 2023. | 2024.   |
| --------------- | ----- | ------- |
| Кількість осіб: | 733   | 727     |
| Різниця:        |       | -0,81 % |